# Еміліана Аранго
Еміліана Аранго (ісп. Emiliana Arango, 28 листопада 2000) — колумбійська тенісистка.

## Фінали Туру WTA

### Одиночний розряд: 1 (поразка)
| Легенда                      |
| ---------------------------- |
| Турніри Великого шлему (0–0) |
| Турніри WTA 1000 (0–0)       |
| Турніри WTA 500 (0–1)        |
| Турніри WTA 250 (0–0)        |

| Фінали за покриттям |
| ------------------- |
| Тверде (0–1)        |
| Ґрунт (0–0)         |
| Трава (0–0)         |
| Килим (0–0)         |

| Результат | В-П | Дата     | Турнір               | Tier    | Покриття | Опонент      | Рахунок  |
| --------- | --- | -------- | -------------------- | ------- | -------- | ------------ | -------- |
| Поразка   | 0–1 | Бер 2025 | Merida Open, Мексика | WTA 500 | Тверде   | Емма Наварро | 0–6, 0–6 |